# Marie Bouzková
Marie Bouzková (n. 21 iulie 1998, Praga, Cehia) este o jucătoare profesionistă de tenis din Republica Cehă. Cea mai bună clasare a sa la simplu este locul 24 mondial, în decembrie 2022, iar la dublu locul 15 mondial, în mai 2024. Până în prezent, ea a câștigat un titlu la simplu (la Praga Open 2022) și cinci titluri la dublu pe circuitul WTA. La turneele circuitului feminin ITF, Bouzková a câștigat 12 titluri de simplu și trei titluri de dublu.